# Templo de Nairobi
El templo de Nairobi, Kenia es uno de los templos en construcción de la Iglesia de Jesucristo de los Santos de los Últimos Días, el primer templo SUD construido en Kenia y el octavo en operaciones en el continente africano. Previo a la construcción del templo en su país, los fieles asistían al templo de Johannesburgo, a unos 4.000 km al sur en Sudáfrica. Por su cercanía a sus comunidades, al templo asistirán fieles de Uganda y Etiopía. Se anticipa que el templo tenga características similiares a los templos de menor tamaño construidos a fines de los años 1990. Más al sur de Kenia la iglesia ha anunciado la construcción del templo de Harare, Zimbabue y el templo de Beira, Mozambique.

## Anuncio
La construcción del templo en Nairobi fue anunciado por el entonces presidente de la iglesia SUD Thomas S. Monson durante la conferencia general de la iglesia el 2 de abril de 2017 junto al templo de Saratoga Springs, Utah el templo de Pocatello, ambos en Estados Unidos un templo en Manila, Filipinas y el Templo de Brasilia, Brasil. La fecha del evento relacionado con la ceremonia de la primera palada aún no ha sido anunciado.

## Ubicación
En un comunicado a líderes locales en Kenia, la iglesia SUD expresó planes de construir el nuevo templo en un terreno propiedad de la iglesia en una zona residencial conocida como Mountain View, en la colonia Kangemi, al oeste de Nairobi, donde asisten miembros de la estaca Westland, a orillas de la autopista vial A104 que conecta Nairobi con Naivasha. Kangemi es el lugar visitado por el papa Francisco en su visita a Kenia en noviembre de 2015.